# Eglid megye

Fársz tartomány megyéinek elhelyezkedése

Eglid megye (perzsául:  شهرستان اقلید) Irán Fársz tartományának egyik északi megyéje az ország középső, délnyugati részén. Délen, délnyugaton Szepidán megye, délen Marvdast megye, nyugaton az Iszfahán tartományhoz tartozó Szemirom megye, északnyugatról, északról és északkeletről Ábáde megye, keletről és délkeletről Horrambid megye határolják. Székhelye a 44 341 fős Eglid városa. Összesen négy város tartozik a megyéhez:  Eglid, Szedeh, Deszkord és Hászánábád. A megye lakossága 93 975 fő. A megye három kerületet foglal magába, amely a Központi kerület, Szedeh kerület és Hászánábád kerület.

## Fordítás
- Ez a szócikk részben vagy egészben  az   Eqlid County című angol Wikipédia-szócikk ezen változatának fordításán alapul.  Az eredeti cikk szerkesztőit annak laptörténete sorolja fel. Ez a jelzés csupán a megfogalmazás eredetét és a szerzői jogokat jelzi, nem szolgál a cikkben szereplő információk forrásmegjelöléseként.